# Хатељи
Хатељи су насељено мјесто у општини Берковићи, у Републици Српској, БиХ. Према попису становништва из 2013. у насељу су живјела 442 становника.

## Географија
Насеље се налази у подножју Хатељске греде, обронка у саставу планинског вијенца Трусине, источно од Берковића. Изнад насеље се налази планински врх Стражевица (1.050 метара), и Сунићка пећина (300 метара дужине).

## Историја
Насеље је било сједиште српске великашке породице Хатељевић.

## Култура

### Храм Силаска Св. Духа на апостоле
У насељу се на локацији Горица налази храм Српске православне цркве посвећен „силаску Светог Духа на апостоле“. Припада парахоји Дабарској у оквиру Епархије захумско-херцеговачке и приморске. Црква је на темељима старог храма обновљена 1858. или 1859. године, а поред ње се налази старо српско православно гробље. Везана је за народно предање о Стражевици, Тројици и Горици, три сестре Немањића које нису имале потомке, те су на својим имањима дале да се подигну три цркве које су довољно близу једна другој да се међусобно виде, и чија се звона међусобно чују.

## Становништво
| Националност       | 2013. | 1991. | 1981. | 1971. | 1961. |
| Срби               | 442   | 463   |       |       |       |
| Југословени        |       | 3     |       |       |       |
| Хрвати             |       | 1     |       |       |       |
| остали и непознато |       |       |       |       |       |
| Укупно             | 442   | 467   | '     | '     | '     |

| Демографија | Демографија | Демографија |
| Година      | Становника  | Становника  |
| ----------- | ----------- | ----------- |
| 1991.       | 467         |             |
| 2013.       | 442         |             |

### Презимена
Српска презимена у Хатељима су:
- Шетка
- Ђурица
- Терзић
- Мишковић
- Лучић
- Којовић
- Ћупина
- Кулушић, славе Никољдан
- Кундачина
- Хајровић
- Љубовић.